# Афера под прикрытием
«Афера под прикрытием» (англ. The Infiltrator) — американский фильм 2016 года режиссёра Брэда Фурмана.

## Сюжет
В центре сюжета история федерального агента Роберта Мазура (Брайан Крэнстон), специалиста по внедрению в преступные группировки. После очередного ранения ему предлагают уйти на пенсию, но Боб решает остаться. Его ждёт, возможно, самое крупное дело в истории — раскрыть преступный синдикат, во главе которого один из самых опасных преступников в мире — Пабло Эскобар.

## В ролях
- Брайан Крэнстон — Роберт Мазур / Боб Мазелла[4]
- Диана Крюгер — Кэти Эртц[5]
- Бенджамин Брэтт — Роберто Алькано
- Джон Легуизамо — Эмир Абреу[6]
- Юл Васкес — Хавьер Оспина
- Джульет Обри — Эвелин Мазур[6]
- Эми Райан — Бонни[6]
- Олимпия Дукакис — тётя Вики
- Джозеф Гилган — Доминик
- Елена Анайя — Глория Алькано